# Terri Irwin
Terri Irwin (nacida Raines; Eugene, Estados Unidos, 20 de julio de 1964) es una conservacionista, personalidad televisiva, autora y cuidador del zoológico estadounidense-australiana, propietaria del Zoológico de Australia en Beerwah, Queensland. Ella es la viuda de Steve Irwin.
Nacida en Oregón, comenzó a trabajar para un centro independiente de rehabilitación de animales para mamíferos depredadores heridos a la edad de 22 años mientras trabajaba para el negocio de camiones de su familia. Conoció a su esposo Steve mientras recorría instalaciones de rehabilitación de vida silvestre en Australia en 1991. Los 2 se casaron en 4 de junio de 1992 y luego coprotagonizaron The Crocodile Hunter, su serie televisiva documental poco convencional sobre la naturaleza y su serie derivada, Croc Files, Los diarios de cazadores de cocodrilos y Crikey! Son los Irwin. Tuvieron dos hijos, Bindi y Robert, antes de la muerte de Steve el 4 de septiembre de 2006 por una herida de mantarraya mientras filmaba un documental submarino.
Tras la muerte de Steve, Terri se naturalizó ciudadana australiana el 15 de noviembre de 2009. Ella y sus dos hijos continúan operando el Zoológico de Australia.

## Primeros años de vida
Terri Irwin nació Theresa Penelope Raines en Eugene, Oregon, Estados Unidos, la menor de tres hijas de padres ambientalistas, Clarence y Judy Raines. Al comentar sobre su infancia, dijo: "Mis amigos y yo éramos verdaderamente 'niños en libertad'. Los veranos se pasaban andando en bicicleta por Alton Baker Park o subiendo a Spencer Butte con la esperanza de vislumbrar una de las tímidas serpientes de cascabel que buscaban refugio en las escarpaduras rocosas. Los inviernos se pasaban esperando que nevara en el valle de Willamette".
Su familia era propietaria de un negocio de transporte por carretera de larga distancia y, durante su infancia, su padre constantemente traía a casa animales heridos de las carreteras por las que circulaban sus camiones. Esto finalmente le inculcó un compromiso continuo para salvar y rehabilitar animales salvajes. Mientras trabajaba en el negocio familiar en 1986, abrió un centro de rehabilitación llamado Cougar Country para reeducar y liberar a mamíferos depredadores como zorros, mapaches, osos, gatos monteses y pumas en su hábitat natural, En las instalaciones, manejaba hasta 300 animales cada año.

## Carrera
Terri se incorporó a un hospital veterinario de urgencia en 1989 como técnico veterinario para adquirir más conocimientos sobre el cuidado y apoyo a todo tipo de animales. Su vida estaba muy ocupada, ya que todavía ayudaba a su padre a administrar el negocio familiar, rehabilitaba animales en su Cougar Country y trabajaba en el hospital veterinario. Además, tenía 15 gatos propios, varios pájaros y un perro.

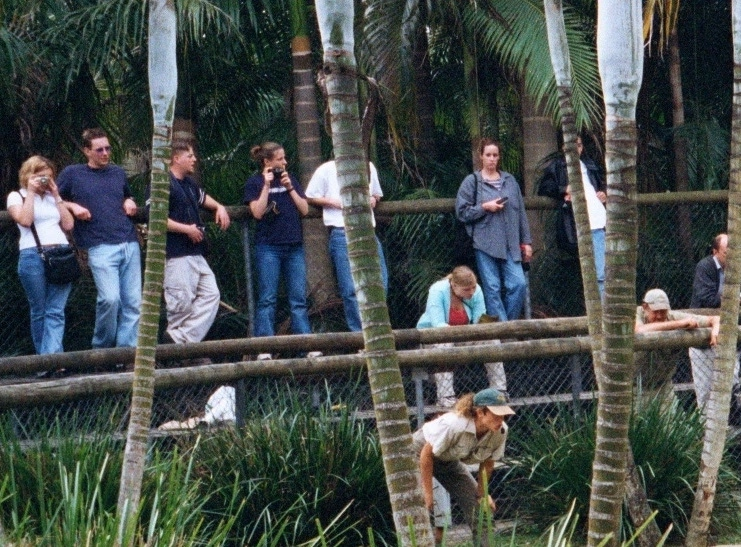
Irwin delante de los espectadores en el zoológico de Australia en 1997

En 1991, Terri visitó Australia y allí conoció a Steve Irwin. Se casaron ocho meses después de su primer encuentro. Su primer documental televisivo fue filmado durante su luna de miel. El metraje, filmado por John Stainton, se convirtió en el primer episodio de The Crocodile Hunter, que luego tuvo éxito en Estados Unidos. La pareja se instaló en Australia poco después de su boda y Terri tomó la decisión de abandonar el proyecto Cougar Country.
Además de sus dos populares programas de televisión transmitidos en la cadena de televisión Animal Planet en los EE. UU., en 2002, los Irwin estrenaron una película, The Crocodile Hunter: Collision Course.
En 2018, la serie Crikey! Son los Irwin que comenzaron a transmitirse, que se centra en las vidas de Terri, Bindi y Robert en el zoológico de Australia. También presenta al marido de Bindi, Chandler Powell. La serie se renovó para una segunda temporada en 2019 y la temporada 2 se emitió oficialmente el 5 de octubre de 2019. Después de una pausa de un año, la tercera temporada del programa comenzó a transmitirse el 7 de febrero de 2021 y finalizó el 18 de abril de 2021. La serie regresó para una cuarta temporada en enero de 2022.

### Zoológico de Australia
Durante su matrimonio, Steve y Terri eran dueños y operaban el zoológico de Australia en Beerwah, Queensland, además de filmar su serie documental de televisión sobre la vida silvestre, The Crocodile Hunter. Tras la muerte de Steve, Terri se convirtió en la única propietaria del zoológico y continuó administrándolo con sus hijos.
El 2 de marzo de 2008, después de la muerte de Steve, se anunció que el padre de Steve, Bob Irwin, había dimitido del Zoológico de Australia, que él había fundado (como Beerwah Reptile and Fauna Park). En un comunicado, agradeció al personal del zoológico y afirmó que esta decisión fue para "mantener vivo el sueño de su hijo" mientras trabajaba en otra propiedad de rescate junto a su esposa. En ese momento, una agencia de cobro de deudas estaba demandando al zoológico por 2,5 millones de dólares, pero la demanda fue posteriormente desestimada por el tribunal.
En 2019, el zoológico anunció un nuevo proyecto de 8 millones de dólares, "Camp Crocodile", que originalmente se esperaba que atrajera a 39.000 visitantes cada año. En 2022, la familia Irwin anunció la construcción de "The Crocodile Hunter Lodge", un centro de alojamiento estilo centro turístico en los terrenos del zoológico.

## Filmografía
| Año                | Título original                            | Título en España                       | Personaje  | Notas                      | Referencias |
| ------------------ | ------------------------------------------ | -------------------------------------- | ---------- | -------------------------- | ----------- |
| 1997-2004          | El cazador de cocodrilos                   | The Crocodile Hunter                   | Ella misma | Serie regular              | [ 9 ]       |
| 1999-2001          | Croc Files                                 | Croc de archivos                       | Ella misma | Serie regular              | [ 10 ]      |
| 2002               | El cazador de cocodrilos: Camino peligroso | The Crocodile Hunter: Collision Course | Ella misma | Película largometraje      | [ 11 ]      |
| 2002               | The Wiggles: Wiggly Safari                 | Los Wiggles: Safari ondulante          | Ella misma | Directo a DVD              | [ 12 ]      |
| 2002-2006          | El cazador de cocodrilos: Diarios          | The Crocodile Hunter Diaries           | Ella misma | Serie regular              | [ 13 ]      |
| 2003-2007          | Historia australiana                       | Australian Story                       | Ella misma | 2 episodios                |             |
| 2007               | My Daddy, the Crocodile Hunter             | Mi papá, el cazador de cocodrilos      | Ella misma | Televisión para documental |             |
| 2007               | El océano más mortífero                    | Ocean's Deadliest                      | Ella misma | Televisión para documental |             |
| 2011               | Eco-Pirate: The Story of Paul Watson       | Eco-Pirata: La historia de Paul Watson | Ella misma | Documental                 | [ 14 ]      |
| 2017               | Kangaroo                                   | Canguro                                | Ella misma | Documental                 |             |
| 2018-presente      | Crikey! It's the Irwins                    | Los Irwin                              | Ella misma | Serie regular              |             |
| (Fuente: IMDb.com) |                                            |                                        |            |                            |             |